# Dysgnathia semistriga
Dysgnathia semistriga är en fjärilsart som beskrevs av W. Warren 1913. Dysgnathia semistriga ingår i släktet Dysgnathia och familjen nattflyn. Inga underarter finns listade i Catalogue of Life.